# Důkaz diagonalizací
Důkaz diagonalizací je v matematice technika používaná pro důkaz různých vět:
- Cantorův důkaz nespočetnosti množiny reálných čísel (nejstarší)
- Cantorova věta
- Russellův paradox
- Diagonální lemma
  - Gödelova první věta o neúplnosti
  - Tarského věta o nedefinovatelnosti
- Problém zastavení
- Kleeneho věta o rekurzi